# Шон Дровер
Шон Дровер (англ. Shawn Drover);нар. 5 травня 1966) — канадський музикант, найбільш відомий як барабанщик треш-метал гурту Megadeth. Грати на барабанах почав у 13 років.

## Кар'єра
За п'ять днів до туру Blackmail The Universe Tour у жовтні 2004 року Дровер замінив ударника американського треш-метал-гурту Megadeth Ніка Менца, який не встиг набрати оптимальної фізичної форми для проведення повного концертного туру по країні.
Шон вміє грати на гітарі. Він грав на ній під час концерту в Японії 3 квітня 2005 року, а в рамках шоу Gigantour в Торонто 3 вересня 2005 року він встав на місце третього гітариста гурту, а за ударні сів Майк Портной з Dream Theater. У Дровера є одна сольна пісня власного твору.
На наступну ніч після того, як стало відомо, що його брат, Глен Дровер йде з Megadeth, Шон запропонував Дейву Мастейну на вакантне місце Кріса Бродеріка. Він показав відео, де той грає на електро- та акустичній гітарі. Відео-презентація справила на Дейва певне враження та незабаром з'явилася офіційна заява про те, що Кріс Бродерік увійшов до складу гурту.
Дровер, на відміну від більшості сучасних барабанщиків не схрещує руки при грі на ударній установці. Ця техніка називається «відкрита постановка». Шон — лівша.

## Особисте життя
Останнім часом Шон Дровер проживає в Кеннесоу, штат Джорджія зі своєю дружиною Джоді, дочкою Алексою, сином Райаном та прийомною дочкою Ганною.

## Дискографія

### Megadeth
- Arsenal of Megadeth (2006)
- That One Night: Live in Buenos Aires (2007)
- United Abominations (2007)
- Blood in the Water: Live in San Diego (2008) (невиданий)
- Endgame (2009)
- Rust in Peace Live (2010)
- The Big 4 Live from Sofia, Bulgaria (2010)
- Thirteen (2011)
- Super Collider (2013)

### Eidolon
- Zero Hour (1996)
- Seven Spirits (1997)
- Nightmare World (2000)
- Hallowed Apparition (2001)
- Coma Nation (2002)
- Apostles Of Defiance (2003)
- The Parallel Otherworld (2006)